# Arbeider en kolchozboerin

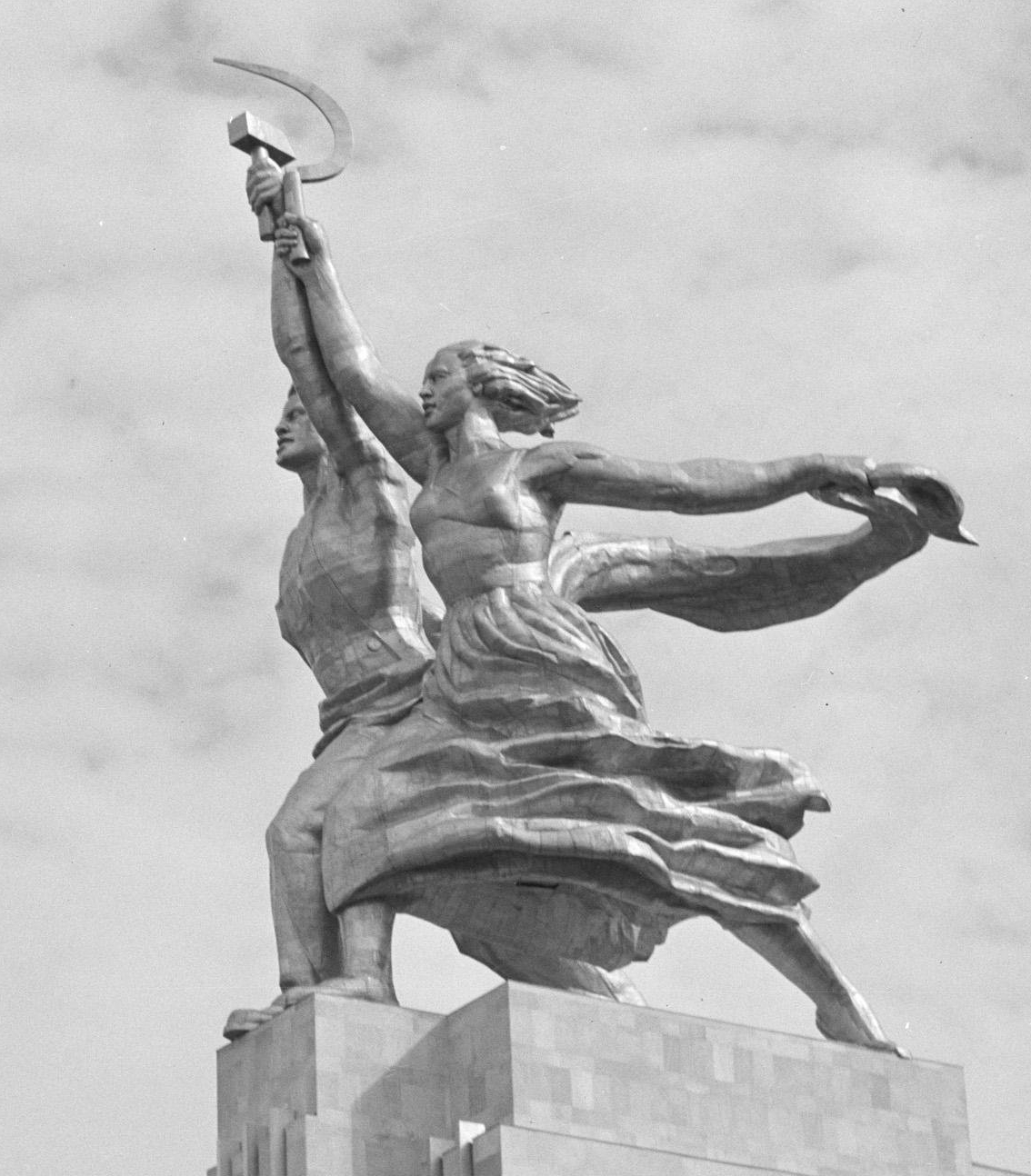
Arbeider en kolchozboerin op de wereldtentoonstelling van 1936

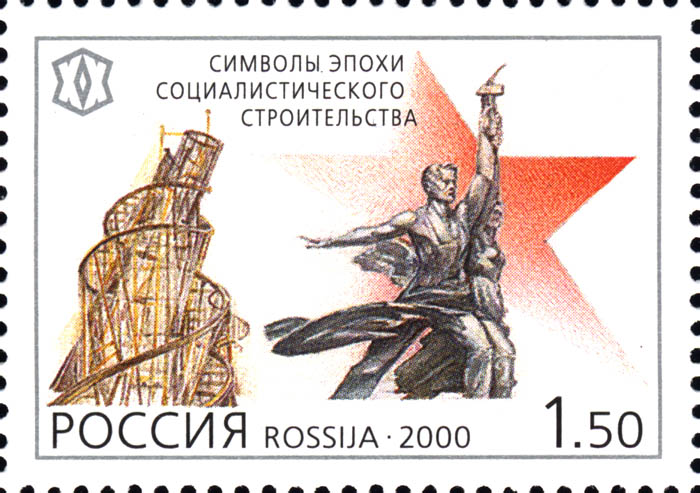
Arbeider en kolchozboerin op een postzegel uit 2000

Arbeider en kolchozboerin (Russisch: Рабо́чий и колхо́зница, Rabotsji i kolchoznitsa) is een 24,5 meter hoge sculptuur van roestvast staal, gemaakt door Vera Moechina voor de wereldtentoonstelling van 1937 in Parijs. Na afloop van de tentoonstelling werd het beeld verplaatst naar Moskou. Het beeld is een typisch voorbeeld van de socialistisch realistische stijl, alsmede de art-decostijl.
Het beeld stelt een man en een vrouw voor, die naast elkaar staan. De man (de arbeider) houdt een hamer vast, en de vrouw (de kolchozboerin) een sikkel, welke samen het Hamer en sikkel-symbool vormen.
Moechina kreeg inspiratie voor het beeld door haar studie van de klassieke Harmodius en Aristogiton, de Nikè van Samothrake, en de Marseillaise, François Rudes sculptuurgroep voor de Arc de Triomphe.
In 1941 leverde het beeld Moechina de Stalinprijs voor de kunsten op. en in 1947 werd het beeld gekozen als logo voor de filmstudio Mosfilm.
Het standbeeld werd in 2003 van zijn plek gehaald voor restauratie ter voorbereiding op Expo 2010. Het beeld zou in 2005 terugkeren, maar omdat niet Moskou maar Shanghai de locatie voor de wereldtentoonstelling kreeg toegewezen, liep de restauratie vertraging op. Het beeld is op 28 november 2009 teruggezet op zijn plek.
- Library of Congress Control Number: n2014012382
- Nationale Bibliotheek van Tsjechië: kn20130527002
- Virtual International Authority File: 151133290